# Курочкин, Вячеслав Павлович
Вячеслав Павлович Курочкин (род. 18 апреля 1975, Ярославль) — российский хоккеист, нападающий. Мастер спорта России. Тренер.

## Биография
Воспитанник ярославского хоккея. С сезона 1991/92 играл за «Торпедо» Ярославль и фарм-клубы «Яринтерком» и «Торпедо-2». В сезоне 1995/96 провёл два матча за воскресенский «Химик», с середины сезона выступал за «Нефтехимик» Нижнекамск. Сезон 1997/98 провёл в нижегородском «Торпедо». Следующие два сезона отыграл за петербургский СКА. Выступал за «Нефтяник» Альметьевск и «Кристалл» Саратов (2000/01), «Спартак» СПб и «Ариаду» Волжск (2001/02), «Молот-Прикамье» Пермь (2001/02 — 2002/03), белорусский «Брест» (2002/03), «Рыбинск» (2003/04).
Главный тренер команды «Крыльев Советов» 1998 г. р. (2007/08). Тренер и главный тренер команды ЦСКА 1997 г. р. (2009/10 — 2011/12). В сезоне 2012/13 — тренер команды МХЛ «Серебряные Львы» (до 28 ноября), затем — главный тренер команды МХЛ-Б МХК «Дмитров». В сезоне 2013/14 — тренер, затем — главный тренер команды «Витязь» Подольск 2003 г. р. С сезона 2016/17 — тренер юношеских команд «Атланта» Мытищи.
По состоянию на 2012 год имел два высших образования — в области физкультуры и спорта, а также государственного управления.
18 марта 2016 года на тренировке на катке в торговом центре «Город», которую проводил Курочкин, погиб восьмилетний Савелий Манько, после того, как шайба попала ему в шею. Первоначально претензий к Курочкину не было, но летом 2018 года ему было предъявлено обвинение статье 238 ч.2 УК РФ «Оказание услуг, не отвечающих требованиям безопасности, повлекшие по неосторожности смерть человека». 16 марта 2021 года Курочкин был приговорён к двум годам колонии общего режима, однако 2 июля после поданной апелляции Мосгорсуд вынес оправдательный приговор.
11 февраля 2017 после тренировки команды «Витязь-2003», которой руководил Курочкин, произошла драка между хоккеистами, в результате которой погиб 14-летний Илья Солнышкин.